# 55 dni w Pekinie
55 dni w Pekinie (ang. 55 Days at Peking) – amerykański historyczny dramat filmowy z 1963 roku w reżyserii Nicholasa Raya i Guya Greena. Zdjęcia do filmu realizowano w Las Rozas de Madrid pod Madrytem.

## Fabuła
Pekin, Chiny, rok 1900. Rozszerza się ruch fundamentalistów zwany Buntem Bokserów. Ich atak skierowany jest przeciwko wszystkim obcokrajowcom. Rozłam na cesarskim dworze nie gwarantuje nietykalności nawet dyplomatom. W obliczu zagrożenia pracownicy zagranicznych przedstawicielstw organizują zbrojną obronę. Do Pekinu przybywa major Matt Lewis ze specjalną misją ochrony amerykańskiego ambasadora. Wraz z konsulem Wielkiej Brytanii, Sir Arturem Robertsonem i innymi dyplomatami przekształcają siedzibę ambasady w zbrojną twierdzę. Nierówna walka z buntownikami zaczyna się.

## Obsada
- Ava Gardner jako Baronowa Natalie Ivanoff
- David Niven jako Sir Arthur Robertson
- Charlton Heston jako Major Matt Lewis
- Robert Helpmann jako Książę Tuan
- Robert Urquhart(inne języki)jako Kapitan Hanley
- Aram Stephan jako Gaumaire
- Eric Pohlmann jako Baron von Meck
- Jerome Thor jako Kapitan Andy Marshall

Źródło:.

## Nagrody i nominacje
Oscar 1964:
- nominacja w kategorii Najlepsza muzyka głównie oryginalna dla Dimitri Tiomkin
- nominacja w kategorii Najlepsza piosenka filmowa: So Little Time, wyk. Andy Williams

Źródło:.